# نوري البدران
نوري البدران هو سياسي عراقي، ولد عام 1943. شغل منصب أول وزير داخلية بعد احتلال العراق من أيلول 2003 حتى نيسان 2004 ضمن الحكومة المؤقتة، واستقال بعد اتهامه بتنفيذ أعمال مشبوهة متعلقة بابتزاز رجال أعمال ومقاولين عراقيين وأجانب.
يعد نوري البدران من العلمانيين الشيعة، عمل في السلك الدبلوماسي فترة حكم صدام حسين، فقد عمل سفيرا للعراق في الاتحاد السوفيتي حتى عام 1990 بعد غزو الكويت. انضم إلى أحد أحزاب المعارضة آنذاك وهو حزب حركة الوفاق الوطني العراقي الذي يقوده نسيبه إياد علاوي.